# Christine de Rivoyre
Christine de Rivoyre, född 29 november 1921 i Tarbes i Hautes-Pyrénées, död 3 januari 2019 i Paris, var en fransk författare och journalist.
Efter studier i Frankrike och Förenta staterna började hon att arbeta som journalist med fokus på balett och nöje, bland annat som krönikor för Le Monde. På grund av hälsoproblem slutade hon i mitten av 1950-talet att arbeta heltid som journalist och började istället att skriva sin debutroman, L'Alouette au miroir, som utspelar sig i dansvärlden. Genom sin vänskap med Michel Déon och Félicien Marceau fick hon den utgiven på Plon 1955 och tilldelades Louis Barthou-priset från Franska akademien. Hennes kommersiella genombrott var Kärlek gör mig hungrig från 1957, som även blev en film 1971 i regi av Édouard Molinaro. Rivoyre fick Interalliépriset 1968 för romanen Morgonstund, om en ung kvinna i sydvästra Frankrike under andra världskriget. I romanen Boy från 1973 återknyter hon till sin uppväxt och skildrar en borgerlig tillvaro i upplösning i slutet av 1930-talet. År 1984 fick hon Grand prix de littérature Paul Morand för sitt livsverk.

## Utgivet
- L'Alouette au miroir, Paris, Plon, 1955. Quatre jurys-priset och Louis Barthou-priset.
- Kärlek gör mig hungrig (La Mandarine), Paris, Plon, 1957. På svenska 1958 av Lennart Lagerwall.
- La Tête en fleurs, Paris, Plon, 1960.
- La Glace à l'ananas, Paris, Plon, 1962.
- Les Sultans, Paris, Grasset, 1964.
- Morgonstund (Le Petit Matin), Paris, Grasset, 1968. Interalliépriset. På svenska 1977 av Britta Gröndahl.
- Le Seigneur des chevaux (med Alexandre Kalda), Paris, Julliard, 1969.
- Fleur d'agonie, Paris, Grasset, 1970.
- Boy, Paris, Grasset, 1973. På svenska 1976 av Britta Gröndahl.
- Le Voyage à l'envers, Paris, Grasset, 1977.
- Belle alliance, Paris, Grasset, 1982.
- Reine-mère, Paris, Grasset, 1985.
- Crépuscule, taille unique, Paris, Grasset, 1989.
- Racontez-moi les flamboyants, Paris, Grasset, 1995.
- Archaka, Grasset, 2007.
- Flying Fox et autres portraits (med Frédéric Maget), Paris, Grasset, 2014.

## Filmatiseringar
- Sultanerna  (Les Sultans), 1966, regi Jean Delannoy
- La Mandarine, 1971, regi Édouard Molinaro
- Le Petit Matin, 1971, regi Jean-Gabriel Albicocco